# Aulus Gabini (tribú)
Aulus Gabini (llatí: Aulus Gabinius) va ser un magistrat romà. Formava part de la gens Gabínia, d'origen plebeu.
Va ser tribú de la plebs l'any 139 aC i va introduir la primera lex Tabellaria, la lex Gabinia de sufragiis, que substituïa el desempat per un vot obert. Marc Porci Latró parla d'una Lex Gabinia, per la qual les assemblees clandestines a la ciutat quedaven prohibides i podien ser castigades amb la mort, però no se sap de quina època és aquesta llei.